# Final da Copa São Paulo de Juniores 2017
A final da Copa São Paulo de Futebol Júnior de 2017 foi a 48ª final da competição, e foi decidida por times paulistas em partida única no Estádio do Pacaembu, em 25 de janeiro de 2017.

## Mudanças
A principio o primeiro finalista seria o Paulista que venceu por 5 a 1 o Batatais, porém o Tribunal de Justiça Desportiva de São Paulo (TJD-SP) excluiu o time da final, após o presidente do Batatais denunciar que o zagueiro Brendon tinha jogado com a documentação irregular, tendo ele 22 anos, ante 19 apresentados, o que é contra o regulamento, já que idade máxima é de 20 anos.
Essa será a primeira final realizada no Pacaembu no período vespertino, sendo que desde 2002, todas as finais que foram realizadas nesse estádio, foi em período matutino.

### Campanhas
| Equipe      | Pts | J | V | E | D | GP | GC | SG  | Artilheiro          |
| ----------- | --- | - | - | - | - | -- | -- | --- | ------------------- |
| Corinthians | 24  | 8 | 8 | 0 | 0 | 28 | 6  | +22 | Carlinhos - 10 gols |
| Batatais    | 18  | 8 | 4 | 3 | 1 | 15 | 13 | +2  | Douglas - 6 gols    |

#### Caminho até a final
| Pos | Equipes     | Pts | J | V | E | D | GP | GC | SG  |
| --- | ----------- | --- | - | - | - | - | -- | -- | --- |
| 1º  | Corinthians | 9   | 3 | 3 | 0 | 0 | 13 | 2  | +11 |
| 2º  | Taubaté     | 6   | 3 | 2 | 0 | 1 | 4  | 3  | +1  |
| 3º  | Operário-MS | 3   | 3 | 1 | 0 | 2 | 3  | 7  | –4  |
| 4º  | Pinheiro    | 0   | 3 | 0 | 0 | 3 | 2  | 10 | –8  |

| Pos | Equipes   | Pts | J | V | E | D | GP | GC | SG |
| --- | --------- | --- | - | - | - | - | -- | -- | -- |
| 1º  | Batatais  | 9   | 3 | 3 | 0 | 0 | 8  | 3  | +5 |
| 2º  | Sport     | 6   | 3 | 2 | 0 | 1 | 5  | 4  | +1 |
| 3º  | Comercial | 3   | 3 | 1 | 0 | 2 | 1  | 3  | –2 |
| 4º  | Rio Claro | 0   | 3 | 0 | 0 | 3 | 2  | 6  | –4 |

## Partida

### Detalhes
| 25 de janeiro | Batatais         | 1 – 2                          | Corinthians                    | Estádio do Pacaembu, São Paulo               |
| 16:00         | Douglas Pote 89' | SporTV ESPN Rede Vida TV Globo | 84' Carlinhos · 87' Marquinhos | Público: 36,010 Árbitro: Cleber Luis Paulino |

| Batatais | Corinthians |

## Premiação
| Copa São Paulo de Futebol Júnior de 2017 |
| São Paulo                                |
| ---------------------------------------- |
| CORINTHIANS Campeão (10º título)         |